# Matthias Blazek

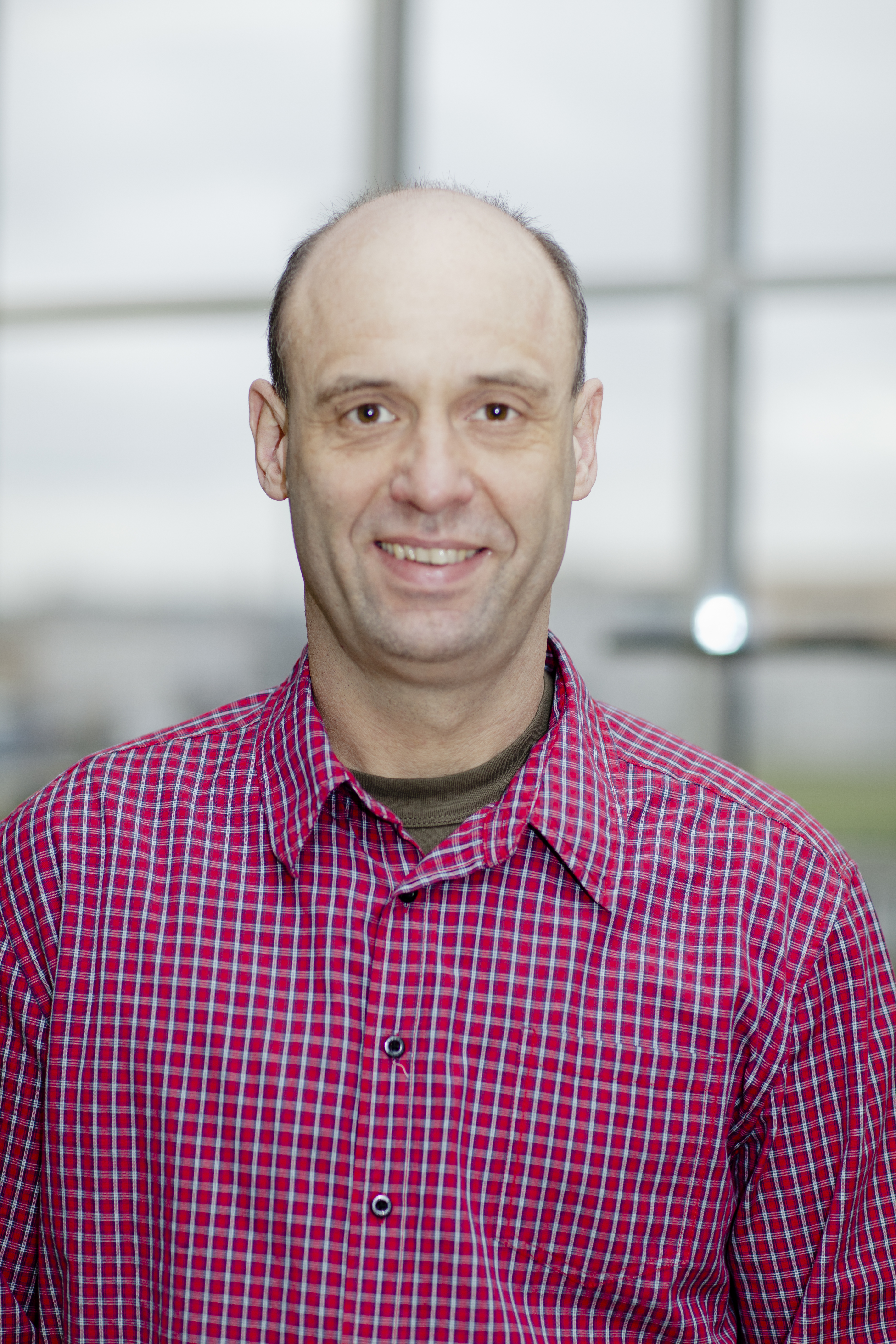
Matthias Blazek (2013)

Matthias Blazek (* 1966 in Celle) ist ein deutscher Heimatforscher und Journalist.

## Leben
Matthias Blazek verbrachte seine Jugend in Hannover und legte an der dortigen Lutherschule im Jahr 1987 seine Abiturprüfung ab. In den Jahren 1987 bis 1999 leistete er Dienst als Fernmelder bei der Deutschen Bundeswehr, davon fünf Jahre, 1994–1999, beim Deutschen Militärischen Bevollmächtigten in Frankreich mit Sitz in Fontainebleau. In den Jahren 1999 bis 2002 absolvierte er ein Studium an der Niedersächsischen Fachhochschule für Verwaltung und Rechtspflege in Hildesheim. Heute wohnt er mit seiner Frau und seinen drei Kindern in Adelheidsdorf.
Seit dem Jahr 2001 ist Blazek als Ratsherr ehrenamtlich engagiert, anfangs noch als SPD-Angehöriger. Er hat 2006–2011 den Finanzausschuss der Samtgemeinde Wathlingen geleitet und war in der laufenden Wahlperiode zunächst Fraktionsvorsitzender der Gruppe Bündnis 90/Die Grünen und Bürger für Adelheidsdorf, Nienhagen und Wathlingen (BfANW) im Samtgemeinderat. Seit seinem Weggang von den BfANW im Januar 2013 ist er Fraktionsvorsitzender der Gruppe Bündnis 90/Die Grünen im Rat der Samtgemeinde Wathlingen, in Adelheidsdorf hat er sich zunächst als parteiloses Mitglied der Fraktion Blazek/Twelkemeyer-Gruppe, heute als Parteimitglied von Bündnis 90/Die Grünen in die Ratsarbeit eingebracht. Bis zu den Kommunalwahlen in Niedersachsen 2016 war er zweiter stellvertretender Bürgermeister der Gemeinde Adelheidsdorf.
Darüber hinaus ist Matthias Blazek bei verschiedenen Initiativen und Vereinen innerhalb der Samtgemeinde Wathlingen aktiv (z. B. Adelheidsdorfer Runners, Gemischter Chor Großmoor, Gründer der Müllsammelaktion Adelheidsdorf).
Seit 1997 wurden von Matthias Blazek zahlreiche heimatkundliche Bücher und wissenschaftliche Aufsätze verfasst. In den Jahren 2007 bis 2008 war er Redakteur beim Celler Blickpunkt. Artikel von ihm erscheinen auch in der Celleschen Zeitung, insbesondere der Sonderbeilage Sachsenspiegel.
Als erster aller Kandidaten erklärte Matthias Blazek Ende Mai 2021 bei der Samtgemeindebürgermeisterwahl für die Samtgemeinde Wathlingen zu kandidieren. Die Kandidatur war allerdings nicht erfolgreich, sodass Claudia Sommer (UWG) dieses Amt von Vorgänger Wolfgang Grube (SPD) zum 1. November 2021 übertragen worden ist.

## Werke (Auswahl)
- Dörfer im Schatten der Müggenburg. Celle 1997.
- L’Histoire des Sapeurs-Pompiers de Fontainebleau. Fontainebleau 1999.
- Von der Landdrostey zur Bezirksregierung – Die Geschichte der Bezirksregierung Hannover im Spiegel der Verwaltungsreformen. Ibidem-Verlag, Stuttgart 2004, ISBN 3-89821-357-9.
- Hexenprozesse – Galgenberge – Hinrichtungen – Kriminaljustiz im Fürstentum Lüneburg und im Königreich Hannover. Ibidem, Stuttgart 2006, ISBN 3-89821-587-3.
- Das niedersächsische Bandkompendium 1963–2003. Celle 2006, ISBN 978-3-00-018947-0.
- Das Löschwesen im Bereich des ehemaligen Fürstentums Lüneburg von den Anfängen bis 1900. Adelheidsdorf 2006, ISBN 978-3-00-019837-3.
- Das Kurfürstentum Hannover und die Jahre der Fremdherrschaft 1803–1813. Ibidem, Stuttgart 2007, ISBN 3-89821-777-9.
- 75 Jahre Niedersächsische Landesfeuerwehrschule Celle 1931–2006. Celle 2007, ISBN 978-3-00-019333-0.
- Celle – Neu entdeckt. Schadinsky, Celle 2007, ISBN 978-3-9812133-0-0.
- Geschichten und Ereignisse um die Celler Neustadt. Stadt Celle, Celle 2008, ISBN 978-3-00-019698-0.
- Die Hinrichtungsstätte des Amtes Meinersen. Ibidem, Stuttgart 2008, ISBN 978-3-89821-957-0.
- Haarmann und Grans – Der Fall, die Beteiligten und die Presseberichterstattung. Ibidem, Stuttgart 2009, ISBN 978-3-89821-967-9.
- Carl Großmann und Friedrich Schumann – Zwei Serienmörder in den zwanziger Jahren. Ibidem, Stuttgart 2009, ISBN 978-3-8382-0027-9.
- Unter dem Hakenkreuz: Die deutschen Feuerwehren 1933–1945. Ibidem, Stuttgart 2009, ISBN 978-3-89821-997-6.
- Wathlingen – Geschichte eines niedersächsischen Dorfes. Band 3. Wathlingen 2009, ISBN 978-3-00-027770-2.
- Scharfrichter in Preußen und im Deutschen Reich 1866–1945. Ibidem, Stuttgart 2010, ISBN 978-3-8382-0107-8.
- Die Geschichte des Feuerwehrwesens im Landkreis Celle. Ibidem, Stuttgart 2010, ISBN 978-3-8382-0147-4.
- Im Schatten des Klosters Wienhausen – Dörfliche Entstehung und Entwicklung im Flotwedel, ausgeführt und erläutert am Beispiel der Ortschaften Bockelskamp und Flackenhorst. Ibidem, Stuttgart 2010, ISBN 978-3-8382-0157-3.
- Die Anfänge des Celler Landgestüts und des Celler Zuchthauses sowie weiterer Einrichtungen im Kurfürstentum und Königreich Hannover 1692–1866. Stuttgart 2011, ISBN 978-3-8382-0247-1.
- Die Grafschaft Schaumburg 1647–1977. Stuttgart 2011, ISBN 978-3-8382-0257-0.
- „Herr Staatsanwalt, das Urteil ist vollstreckt.“ Die Brüder Wilhelm und Friedrich Reindel – Scharfrichter im Dienste des Norddeutschen Bundes und Seiner Majestät 1843–1898. Stuttgart 2011, ISBN 978-3-8382-0277-8.
- „Wie bist du wunderschön!“ Westpreußen – Das Land an der unteren Weichsel. Ibidem, Stuttgart 2012, ISBN 978-3-8382-0357-7.
- Die Schlacht bei Trautenau – Der einzige Sieg Österreichs im Deutschen Krieg 1866. Ibidem, Stuttgart 2012, ISBN 978-3-8382-0367-6.
- Die Geschichte des Hamburger Sportvereins von 1887: 125 Jahre im Leben eines der populärsten Fußballvereine. Mit einem besonderen Blick auf die Vorgängervereine, die Frühzeit des Hamburger Ballsports und das Fusionsjahr 1919. Ibidem, Stuttgart 2012, ISBN 978-3-8382-0387-4.
- Seeräuberei, Mord und Sühne – Eine 700-jährige Geschichte der Todesstrafe in Hamburg 1292–1949. Ibidem, Stuttgart 2012, ISBN 978-3-8382-0457-4.
- Die geheime Großbaustelle in der Heide – Faßberg und sein Fliegerhorst 1933–2013. Ibidem, Stuttgart 2013, ISBN 978-3-95538-017-5.
- The Mamas and The Papas – Flower-Power-Ikonen, Psychedelika und sexuelle Revolution. Ibidem, Stuttgart 2014, ISBN 978-3-8382-0577-9.
- Die Jagd auf den Wolf – Isegrims schweres Schicksal in Deutschland. Beiträge zur Jagdgeschichte des 18. und 19. Jahrhunderts. Ibidem, Stuttgart 2014, ISBN 978-3-8382-0647-9.
- Großmoor. Adelheidsdorf 2014, ISBN 978-3-00-045759-3.
- Memoirs of Carl Wippo – Lebenserinnerungen von Carl Wippo. Beiträge über die Auswanderung nach Nordamerika aus dem Königreich Hannover in den Jahren 1846–1852. Ibidem, Stuttgart 2016, ISBN 978-3-8382-1027-8.
- Die Geschichte des Eurokorps – 25 Jahre im Leben eines der populärsten Militärbündnisse. Mit einem besonderen Blick auf die Entwicklung der deutsch-französischen Zusammenarbeit. Ibidem, Stuttgart 2017, ISBN 978-3-8382-1127-5.
- Mord und Sühne – Der Prozess gegen den Schuhmacher Ludwig Hilberg, der 1864 vor großem Publikum hingerichtet wurde. Ibidem, Stuttgart 2017, ISBN 978-3-8382-1147-3.
- Ein dunkles Kapitel der deutschen Geschichte: Hexenprozesse, Galgenberge, Hinrichtungen, Kriminaljustiz in Hannover vom Mittelalter bis 1866, mit einem Geleitwort von Oberbürgermeister Belit Onay, Stuttgart: ibidem-Verlag, 2020, ISBN 978-3-8382-1517-4 und ISBN 3-8382-1517-6.
- Widerstand im Frauen-KZ: Die Geschichte von Alice Lesser (1881–1970). Ibidem, Stuttgart 2025, ISBN 978-3-8382-2039-0.